# فرانك باود
فرانك باود هو سياسي سويدي، ومؤسس ورئيس الحزب الشيوعي (السويد) منذ 1970 حتى 1999.